# Visfestivalen i Västervik
Visfestivalen i Västervik har sedan 1966 årligen gått av stapeln i Stegeholms slottsruin på Slottsholmen i Västervik. Festivalen var en av få festivaler i världen som inte ställde in under Coronapandemin, utan spelade 2020 för 50 besökare på plats och 2021 för 300 besökare (enligt gällande restriktioner). Detta gör att Visfestivalen är världens äldsta årligen återkommande festival i obruten följd. 

## Historik
De två första åren arrangerades festivalen av Mageliso Club, en grupp gymnasister i Västervik. 1968 efterträddes de av Hansi Schwarz, då medlem i Hootenanny Singers, och Lars "Frosse" Frosterud. Den sistnämnde kvarstod som arrangör fram till 1977, varefter Schwarz var ensam arrangör (från 1978 till året innan sin död 2013).
Under de tidigare åren varade Visfestivalen i en hel vecka, medan den numera vanligen varar i tre dagar. Sedan start har merparten av Visfestivalen lagts under vecka 28, något som även inarbetats i logotypen. Man har under åren även sett en viss omorganisering inne i slottsruinen, främst vad gäller placeringen av scenen. Sedan en tid tillbaka har scenen varit placerad i det nordöstra hörnet av slottsruinen.

## Artister
En lång rad artister har uppträtt på Visfestivalen under årens lopp. Särskilt starkt förknippade med arrangemanget är Fred Åkerström (medverkade 1967, 1970–75, 1977 och 1979–85) och Cornelis Vreeswijk (medverkade 1968–69, 1971, 1974, 1981, 1985 och 1987), medan Lasse Tennander numera är den artist som uppträtt där flest gånger. 
Sedan 1987 delas Fred Åkerström-stipendiet ut varje år under festivalen.